# دان رايت
دان رايت (بالإنجليزية: Dan Wright)‏ هو لاعب كرة قاعدة أمريكي، ولد في 14 ديسمبر 1977 في لونغفيو في الولايات المتحدة.

## وصلات خارجية
- دان رايت على موقعبيزبول رفرنس.كوم (الدوري الرئيسي) (الإنجليزية)
- دان رايت على موقعبيزبول رفرنس.كوم (الدوري الثانوي) (الإنجليزية)